# Myzostoma cysticolum
Myzostoma cysticolum is een ringworm uit de familie Myzostomatidae.
Myzostoma cysticolum werd in 1883 voor het eerst wetenschappelijk beschreven door Graff.